# Traktat om basisrelationer mellem Japan og Republikken Korea
Traktaten om basisrelationer mellem Japan og Republikken Korea (japansk: 日韓基本条約 (Nikkan Kihon Jōyaku) blev underskrevet den 22. juni 1965 i Tokyo for at normalisere de bilaterale forbindelser mellem Japan og Sydkorea (Republikken Korea).
Begge land ratificerede senere traktaten, som trådte i kraft den 18. december 1965. Traktaten var et vigtigt skridt i retning af at normalisere forholdene mellem de to lande efter den japanske besættelse af Korea, som var blevet indledet i 1910 og varede til afslutningen af 2. verdenskrig. De første forberedelser til traktaten blev gjort i 1951 og på yderligere syv konferencer blev traktaten udarbejdet.
Traktaten annullerede ikke bare Den japansk-koreanske annekteringstraktat, men den siger også, at regeringen i Sydkorea er den eneste legitime koreanske regering.

## Nedgradering
I januar 2005 nedgraderede sydkoreanske myndigheder 1.200 sider med tidligere hemmeligholdte dokumenter, som belyser forløbet af traktatsforhandlingerne. Disse viser, at Sydkorea gik med til at ikke kræve yderligere kompensation hverken til regeringen eller til enkeltpersoner, efter at have modtaget 800 millioner USD i garantier og lån som en kompensation for besættelsen mellem 1910 og 1945.
Dokumenterne viser også, at den koreanske regering oprindelig havde krævet 364 millioner USD i kompensation for de 1,03 millioner koreanere, som blev udskrevet som tvangsarbejdskraft og militærtjeneste under besættelsesperioden., beregnet til 200 USD per overlevende, 1650 USD per døde og 2000 USD per skadde person. Den sydkoreanske regering benyttede det meste af kompensationen til økonomisk udvikling af landet, og tilbød ikke ofrene anden form for kompensation end 300.000 won per døde mellem 1975 og 1977, til efterladte efter ofre, som var døde efter tvangsarbejde. Myndighederne benyttede det meste af pengene til at udvikle en social infrastruktur, etablerede POSCO, byggede Gyeongbu-motorvejen og Soyang-dæmningen.
Dokumenterne viste også, at den sydkoreanske regering erklærede, at den selv ville håndtere individuelle krav om kompensation over for egne indbyggere, som led overlast som en følge af den japanske besættelse af Korea, og afviste et japansk forslag om direkte kompensation til enkeltindivider, og modtog dermed hele kompensationen i form af garantier på vegne af offrene.
Et resultat af offentliggørelsen af dokumenterne var et stadig voksende krav om, at den sydkoreanske regering skulle udbetale kompensation til ofre. En undersøgelse gjort lige efter offentliggørelsen viste, at over 70 % af de adspurgte mente, at den sydkoreanske regering havde et ansvar for at udbetale kompensasjon. Regeringen lod som svar på kravet nedsætte et udvalg, som skulle behandle ansøgninger om kompensation, selv om man fra regeringens side mente, at alle krav om kompensation under Japans besættelse af Korea allerede var behandlet.
Japanske myndigheder så på den sydkoreanske offentliggørelse af dokumenterne med skepsis, fordi man mente, at det kunne påvirke samtalerne med Nordkorea om normalisering af bilaterale forhold. Nordkorea krævede mere end 10 milliarder USD som kompensation på vegne af sin del af den koreanske befolkning. Japans principielle syn har været at afvise udbetalinger til individer, under henvisning til traktaten fra 1965.
Traktaten fra 1965 siger også at:
Det bekræftes at alle traktater eller aftaler indgået mellem kejserriget Japan og kejserriget Korea på eller før 22. august 1910 allerede er ugyldige.
Ifølge Research on the use of reparation from Japan offentliggjort i 2000 af Korean Institute for International Economic Policy (KIEP) var Sydkorea det land, som anvendte pengene mest effektivt af de fem lande, som Japan udbetalte kompensation til, de fire andre var Burma, Filippinerne, Indonesien og Vietnam.

## Relaterede aftaler
- Agreement Between Japan and the Republic of Korea Concerning Fisheries
- Agreement Between Japan and the Republic of Korea Concerning the Settlement of Problems in Regard to Property and Claims and Economic Cooperation
- Agreement Between Japan and the Republic of Korea Concerning the Legal Status and Treatment of the People of the Republic of Korea Residing in Japan